# Independența Țării Galilor
Independența Țării Galilor este un ideal politic pentru care militează anumite grupuri din Țara Galilor, și conform căruia această regiune ar trebui să se desprindă de Regatul Unit și să devină un stat independent și suveran. Această ideologie este promovată îndeosebi de partidul naționalist galez Plaid Cymru.

## Istorie

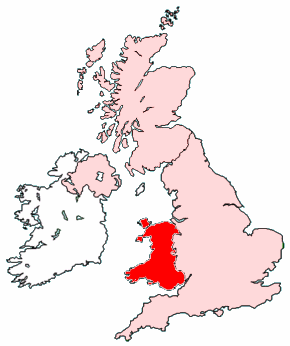
Localizarea Țării Galilor
în Regatul Unit

Țara Galilor și-a căpătat o individualitate politică și culturală distinctă față de alte regiuni bretone, în Evul Mediu timpuriu. După cucerirea normandă a Angliei, în 1066, normanzii au penetrat în Țara Galilor și și-au extins gradual controlul asupra unor părți din regiune. Moartea lui Llywelyn Cel din Urmă, în 1282, a condus la cucerirea ultimului regat galez independent de către Eduard I al Angliei. De-a lungul anilor următori, galezii s-au revoltat de câteva ori împotriva stăpânirii engleze, ultima încercare importantă fiind Răscoala lui Glyndŵr, între 1400–1415. În secolul al XVI-lea, Henric al VIII-lea, el însuși de origine galeză, a promulgat documentul Legile în Țara Galilor, care avea drept scop încorporarea completă a Țării Galilor în Regatul Angliei. Multe secole, uniunea a fost considerată un avantaj pentru Țara Galilor, oferind noi oportunități micilor nobili galezi (gentry), care puteau deveni acum judecători de pace și membri ai Parlamentului din Palatul Westminster.
Conform Enciclopediei Țării Galilor, ideea că Țara Galilor ar trebui să devină un stat independent a apărut prima dată pe la mijlocul secolului al IX-lea, iar echivalentul galez pentru cuvântul naționalism, cenedlaetholdeb, datează din 1858. Legea de închidere a localurilor din Țara Galilor duminica, adoptată de Parlamentul englez în 1881, a fost primul document oficial care a admis că Țara Galilor are un caracter politico-legal separat de restul statului englez, deoarece făcea referire în mod distinct la această regiune. În 1886, Joseph Chamberlain a propus ideea de autoguvernare pe tot teritoriul Regatului Unit și, în același an, a fost înființată mișcarea Cymru Fydd (Tânăra Țară a Galilor), care să susțină cauza. Totuși, scopul urmărit era de a se obține mai degrabă o adunare parlamentară regională, și nu un stat complet independent, iar mișcarea s-a dizolvat în 1896, ca urmare a rivalităților personale și a diferențelor de opinie dintre reprezentanții diferitelor regiuni ale Țării Galilor, Nord, Sud, Est și Vest.
După Primul Război Mondial, tema autoguvernării nu a suscitat un interes foarte mare pentru public. Ținta politicilor naționaliste galeze s-a deplasat către nou-înființatul, în 1925, Plaid Cymru, dar abia spre sfârșitul anilor '60 partidul a obținut primele succese electorale. În 1956, o petiție semnată de 250.000 de persoane și solicitând înființarea unui Parlament galez, nu a avut efecte vizibile. Dar declararea, în 1955, a orașului Cardiff drept capitală a Țării Galilor, promisiunea din 1959 a laburiștilor de a numi un Secretar de Stat pentru Țara Galilor, crearea Biroului pentru Țara Galilor în cadrul guvernului, în 1965, și abrogarea, doi ani mai târziu, a Legii pentru Țara Galilor și Berwick din 1746, au părut să  demonstreze o intensificare a elanului naționalist. Cu toate acestea, respingerea în proporție covârșitoare, în 1979, a înființării unei Adunări Naționale a Țării Galilor, propusă de Partidul Laburist în Referendumul pentru transferul politic, „a sugerat că marea majoritate a locuitorilor Țării Galilor nu dorea ca țara lor să aibă un viitor național”.
În anii '80, restructurarea și reformele economice întreprinse de guvernul Margaret Thatcher au produs dislocări sociale în anumite regiuni din Țara Galilor, care era până atunci descrisă ca având „cel mai masiv sector de stat de la vest de Cortina de Fier”. Succesiunea de Secretari de Stat pentru Țara Galilor de origine non-galeză, numiți de Partidul Conservator după 1987, a fost stigmatizată de către oponenții politici drept colonială și dovada unui „deficit de democrație”. La începutul anilor '90, Partidul Laburist s-a dedicat ideii transferului administrativ către Scoția și Țara Galilor, câștigând alegerile din 1997 pe baza promisiunii electorale de a organiza un referendum pentru înființarea unui Parlament Scoțian și a unei Adunări Naționale a Țării Galilor.
Adunarea Națională propusă a fost adoptată prin referendum cu o majoritate relativă. În acel moment, climatul politic era foarte diferit de cel din 1979, cu o nouă generație de parlamentari galezi la Westminster și cu un larg consens în privința anterior foarte disputatei probleme a limbii galeze. Cu toate acestea, comentatorul politic Denis Balsom remarca sentimentul publicului că transferul administrativ ar putea fi „inutil”, ca urmare a alegerii la Londra a unui guvern laburist „progresist”. Aceste sentimente contradictorii s-au reflectat în prezența scăzută la referendum și în victoria la limită pentru adepții transferului administrativ. Începând cu 1997, a devenit evidentă creșterea sprijinului popular și al încrederii în Adunarea Națională, precum și o dorință din ce în ce mai mare ca aceasta să primească puteri sporite.

## Sprijin popular
Sondajele privind sprijinul pentru independență au produs rezultate diferite, însă au reliefat în general că între 10 și 15% din galezi sprijină independența Țării Galilor față de Regatul Unit. Un sondaj din 2001, comandat de Institutul pentru Afaceri Galeze, a arătat că 11% din cei intervievați sprijină independența. Un sondaj comandat, în 2007, de Institutul pentru Politici Galeze din cadrul Universității Țării Galilor, a arătat că 12% din cei chestionați sprijină independența, o ușoară scădere față de cei 14% în 1997. O cercetare realizată de Știrile de noapte ale BBC Țara Galilor, în 2007, a arătat că 20% dintre galezii chestionați sprijină independența. Un sondaj din 2006, realizat de Wales on Sunday, a sugerat că cifra adepților independenței depășește 52%.